# San Marcos (Jalisco)
San Marcos es una localidad del estado mexicano de Jalisco. Es la cabecera del municipio de San Marcos.

## Toponimia
El nombre «San Marcos» hace referencia al santo patrono de la localidad: Marcos el Evangelista.

## Historia
La localidad fue fundada el 28 de junio de 1740 por fray Antonio de Jesús, por orden del obispo Gonzalo Hermosillo. En 1886 la localidad recibió el grado de «pueblo». En 1907 la localidad de San Marcos se separa del municipio de Etzatlán y se constituye como cabecera del municipio de San Marcos.

## Demografía
| Gráfica de evolución demográfica |
|                                  |

| Censo | Población |
| ----- | --------- |
| 1900  | 1 392     |
| 1910  | 1 683     |
| 1921  | 2 026     |
| 1930  | 2 123     |
| 1940  | 1 572     |
| 1950  | 2 040     |
| 1960  | 2 182     |
| 1970  | 2 143     |
| 1980  | 2 386     |
| 1990  | 2 815     |
| 2000  | 3 091     |
| 2010  | 3 383     |
| 2020  | 3 478     |